# François Lozeran de Fressac
François Lozeran de Fressac, né le 5 août 1753 à Vebron (Lozère) et mort le 6 juillet 1824 à Vebron, est un homme politique français.

## Biographie
Issu d'une famille protestante, il appartint, sous l'ancien régime, aux armées du roi.
Garde du prince de Conti en janvier 1767, mousquetaire noir de la garde du roi (1772), il devint, à la Révolution, commandant de la garde nationale de Vebron (1789), maire de cette ville (janvier 1790) et juge de paix (avril de la même année) du canton de Florac.
Elu, le 6 septembre 1791, député de la Lozère à l'Assemblée législative, le 2e sur 5, « à la pluralité des voix » il opina avec le parti constitutionnel.
Il fut dénoncé le 10 floréal an 2 par l'administration du district de Florac pour avoir, quand il était député, "toujours voté contre les intérêts du Peuple" et avoir reçu de Capet la croix de chevalier de Saint Louis, et aussi pour avoir hébergé Jacques Vincens-Saint-Laurent, commissaire ordonnateur en chef à l’armée des Alpes, mêlé au mouvement fédéraliste du Midi, qui fut mis hors la loi 
Incarcéré sur ordre du représentant Borie à Marvejols du 17 floréal an II au 16 vendémiaire an III, il fut nommé, le 17 frimaire suivant, agent national de sa commune, et, le 1er thermidor, administrateur du département de la Lozère.
Lozeran de Fressac fut nommé, en juillet 1815, préfet provisoire de la Lozère, puis préfet en titre le 19 février 1816, nomination qui prouva ses accointances royaliste. Il fut admis à la retraite en août 1817. On a de lui, en manuscrit, un Mémoire sur la culture du châtaignier.

## Mandats
- janvier 1790 - ? : maire de Vebron
- 6 septembre 1791 - 20 septembre 1792 : député de la Lozère
- 1er juillet 1815 - 23 juillet 1815 : préfet de la Lozère (provisoirement pendant 23 jours)
- 10 février 1816 - août 1817 : préfet de la Lozère